# Daugava (stacja kolejowa)
Daugava (ros. Даугава) – stacja kolejowa w miejscowości Daugavas stacija, w gminie Jēkabpils, na Łotwie. Położona jest na linii Jełgawa - Krustpils.
Nazwa pochodzi od pobliskiej rzeki Dźwiny (łot. Daugava).